# Benjamin Brodsky
Benjamin Brodsky (Odessa, 1877 - Los Angeles, 1960) va ser un empresari, exhibidor, distribuïdor, productor i director de cinema ukraïnès-americà. Un dels pioners de l'industria cinematogràfica a la Xina.

## Biografia
Benjamin Brodsky va néixer el 15 d'agost de 1877 a un poble proper a Tektarin en la zona d'Odessa. Fill gran de tretze germans, el seu pare el rabí Iankov Yisroial i la seva mare Rivke Brialofsky.

#### Primers anys
A la mort de la seva mare, als catorze anys va viatjar en un vaixell anglès fins a Constantinoble. Després va anar a Sud-amèrica i a els EUA on va treballar en un circ que més tard va comprar. Un cop nacionalitzat estatunidenc va obrir teatres a Filadèlfia i a San Francisco. Amb un circ canadenc va arribar a la Xina per primer cop. Arruïnat a la Xina va tornar als EUA, des de allà va anar a Filipines i es va installar a Manila on va obrir una empresa de subministraments navals.

#### San Francisco , Shanghai, Hong Kong
El 1901 va arribar a Hong Kong i el 1904 va obrir un negoci de subministrament per vaixells, a Shanghai. El 1905, aprofitant la seva poliglotia, hauria treballat com a traductor per a l'exèrcit japonès, amb els presoners russos de la recent conclosa Guerra Russo-Japonesa, i l'1 de març de 1906 hauria arribat a San Francisco on es va casar amb Mamie Lebowitz.
El 1909 va començar les activitats en el mon cinematogràfic a Shanghai amb un local de nom Orpheum, dedicat a la projecció de pel·lícules en la zona de la Concessió Francesa.
El 1913 a Hong Kong, va crear una companyia , Huanmei Films (華美影片公司) amb capital americà i amb l’actor, productor , guionista i director Li Minwei (Lai Man-Wai).  L'empresa va una única pel·lícula "Zhuangzi Tests His Wife), en xinès: 莊子試妻,que curiosament mai va ser estrenada a Kong Kong, i Brodsky quan el setembre de 1913 va tornar a Nova Yorkl, va portar el film per projectarlo a els  Estats Units.
A Nova York on va contractar a Roland Van Velzer, un actor a l'atur amb experiència com a fotògraf, operador de càmera i tècnic de laboratori, per transformar la sucursal de la companyia Variety en un estudi de producció i que també el va ajudar en la formació del personal tècnic. Van tornar a Hong Kong a finals d'aquell any per impulsar la producció de pel·lícules, inicialment documentals i posteriorment films amb actors xinesos.
Durant tota la seva trajectoria Brodsky va fundar i dirigir diverses companyies cinematogràfiques a Hong Kong i a Shanghai, com China Cinema Company Ltd, la Variety Film Exchange Company, Variety Film Manufacturing Company, Asian Film Company, especialitzada en la producció de pel·lícules xineses i també a San Francisco i a Yokohama (Sunrise Film Company).
El febrer de 1914, Brodsky va fer la seva primera pel·lícula, The Sport of Kings (retitulada Hong Kong Races) sobre la cursa de cavalls anual de Hong Kong. Va ser ben rebut a l'alta societat i Brodsky fa obtenir molt de renom. El 1914, amb millors condicions de producció obtingudes gràcies a la connexió amb el govern xinès de Yuan Shikai, finalment va fer A Trip Through China (1917). El govern va patrocinar el rodatge que va durar dos anys, amb l'autorització de filmar dins la Ciutat Prohibida. El 1989 va sortir a la llum una còpia de la pel·lícula, que es considerava perduda, en nou rotllos, que va ser adquirida pel Chinese Taipei Film Archive, al costat del manuscrit que resumeix la seva biografia i una sèrie de fotografies. La còpia durava uns 80 minuts, lluny de les dues hores originals (deu rotllos en 35mm a la velocitat habitual de reproducció dels anys 10). L'arxiu taiwanès ha restaurat la còpia i ha elaborat un DVD de dues hores de durada.
Com a productor va col·laborar amb directors com Zhang Shichuan i Zheng Zhengqiu.

#### Cinema Xinès als EUA
Brodsky viatjava sovint a Amèrica per fer comandes de pel·lícules americanes com The Odyssey, Life of Buffalo Bill‖ i Dante's Inferno, per exhibir en els seus locals de la Xina, però també va introduir als EUA, films seus fets a la Xina, com va ser A Trip Through China.
El Diari “The China Mail” del 20 de gener de 1916 va publicar:  
“El Sr. B. Brodsky, director general de China Cinema Company Ltd., va marxar recentment de Xangai cap a Amèrica, portant amb ell una pel·lícula en moviment fabricada per la China Cinema Company, titulada 'A Trip Through China', en la qual ha estat treballant durant els últims cinc anys. Comprèn 20.000 peus d'escenes preses a totes les parts de la Xina, inclòs el palau prohibit, el palau interior, la residència d'estiu de Yuan Shih Kai i pràcticament tot allò interessant de Pequín”.
El documental va ser aclamat per la crítica Brodsky va ser elogiat pels mitjans de comunicació com el "rei del cinema xinès". La còpia de només 80 minuts es conserva al Taipei Film Archive.
Va morir el 15 de febrer de 1960 a Los Angeles, Califòrnia (EUA).

## Filmografia destacada
| Any  | Títol anglès           |
| ---- | ---------------------- |
| 1909 | The Widowed Empress    |
| 1909 | Revelaed by the Pot    |
| 1911 | The Battle of Ghanès   |
| 1913 | The Battle of Shanghai |
| 1914 | The Sport of Kings     |
| 1917 | A Trip Through China   |